# Мирджаве
Мирджаве́ (перс. ميرجاوه‎) — город в Иране, центр шахрестана Мирджаве и один из небольших городов остана Систан и Белуджистан в 58 километрах к юго-востоку от города Захедан, административного центра провинции. По данным переписи октября 2011 года в городе проживало 10 121 человек. Железная дорога связывает Мирджаве с Индийским субконтинентом. Одной из старейших таможен страны является таможня в Мирджаве (она существует вот уже более 100 лет). Через неё осуществляются экспортные и импортные операции.

## Происхождение названия
Мирджаве (Мирджах) — место, где проживал Мир (то есть Мир Булан-Риги, главнокомандующий войском Надир-Шаха Афшара). Он происходил из белуджиского рода тире-натузи племени риги. Он обеспечил условия для завоевания Индии и прохода иранского войска через переправу Фулан. Но есть и другая версия. В книге «Переселившиеся племена иранской земли» указывается, что четыре группы племени «мир» переселились из Саудовской Аравии на юго-восток Ирана и некоторое время жили в этом месте, поэтому его и называют Мирджаве, то есть место «мир». После этого две их группы остались жить там же, а две другие — двинулись на восток современного Ирана.

## Особенностей жителей
Жители Мирджаве по национальности белуджи, а по вере — мусульмане-сунниты (ханафиты). Они говорят на белуджском языке (сархаддийский диалект). В большинстве случаев женихи берут невест из своего рода или племени. Народ очень уважает своих аксакалов, старейшин и вождей племен, а также знатоков религии. Процент разводов из-за их общественной неприемлемости крайне незначителен. Народ привержен своим племенным традициям и одевает местную одежду.

## Достопримечательности

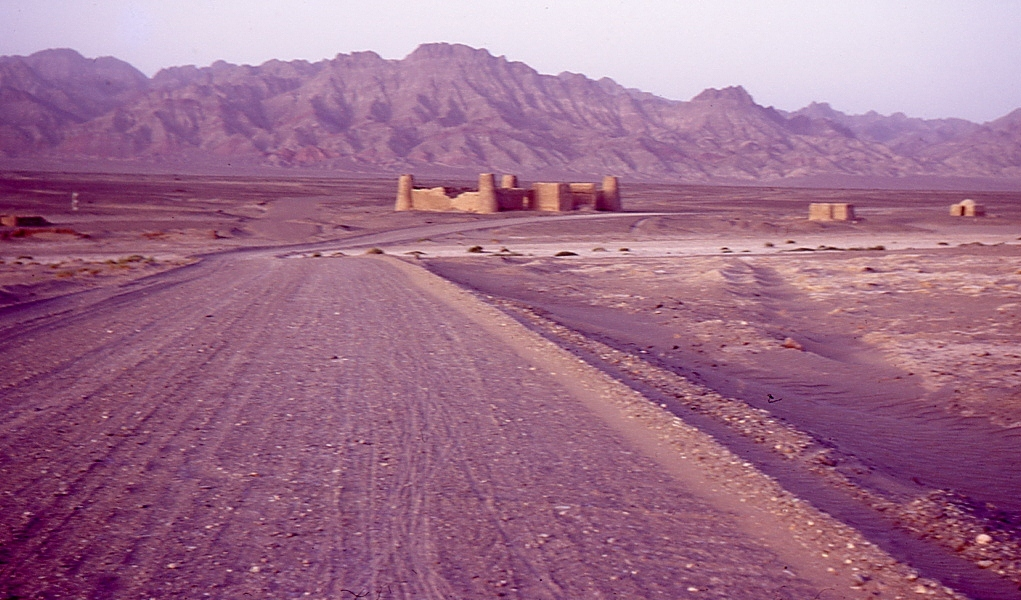
Дорога между Мирджаве и пакистанским городом Тафтан, 1969 г.

Шахрестан Мирджаве имеет 66 исторических и культурных памятников и 14 исторических памятников, зарегистрированных в Реестре национального наследния, и тем самым является одним из важнейших туристических центров остана Систан и Белуджистан. К ним относятся, в частности, здание почты, полицейское управление, железнодорожное управление, скальная архитектура, источник святого Мусы, пещера Ладиз, кладбище Хафтад-Молла, старый аэродром Мирджаве, водопад Ладиз, старые бани, крепость Ладиз.
Каждый год в Мирджаве прибывают много туристов со всех уголков Ирана и даже из-за рубежа. Так, через пограничный пункт Мирджаве каждый год прибывает 50 тыс. пакистанцев, значительная часть которых приезжает осматривать достопримечательности города.
Пещера «Хафтад Молла» располагается в деревне Рупес, неподалеку от города Мирджаве. В горах, на высоте выше деревни имеется углубление, в котором находится образец уникального кладбища средневековой исламской эпохи. Всего оно занимает 50 км² и состоит из могил, расположенных в пять этажей.
Около низины, в 17 километрах от города Мирджаве, на пути из Мирджаве в деревню Тамин, расположена крепость Ладиз. Одной из особенностей этой крепости является использование больших камней для фундамента, на которых была построена стена из кирпича-сырца. Скальная архитектура деревни Тамин шахристана Мирджаве является уникальной, и подобную архитектуру можно видеть только в нескольких местах Ирана. Помимо архитектуры, Тамин обладает красивой и девственной природой, что привлекает множество туристов.